# Maskovaná milenka
Maskovaná milenka je romantické drama režiséra Otakara Vávry z roku 1940. Šlo o jednu z klíčových kulturních událostí toho roku, kdy se 120. výročí narození Boženy Němcové stalo příležitostí k připomenutí jejího odkazu, chápaného jako příklad boje za udržení české kultury (Halas: Naše paní Božena Němcová; Seifert: Vějíř Boženy Němcové; Fučík: Božena Němcová bojujcí). Podnikatelská rodina Havlových financovala náklady na vznik celovečerního filmu, k němuž knížecí rodina Thurn-Taxis poskytla mobiliář jako kulisy a módni salon Hany Podolské vytvořil kostýmy. Film byl s úspěchem distribuován v české a německé verzi (Die maskierte Geliebte) a zobrazuje příběh, který je hypoteticky inspirován vztahem vévodkyně de Dino k hraběti Clam-Martinicovi, z něhož se podle jedné z možných, ale neprokazatelných teorií narodila Božena Běmcová.  

## Děj filmu
Jde o příběh ovdovělé mladé šlechtičny Lenky Rosetti (Lída Baarová), která po tragickém manželství po boku hrubého a nevěrného muže netouží po dalším muži, ale jen po dítěti. Na maškarním plese se v masce seznámí s Leonem z Costy (Gustav Nezval). Obstará si o něm informace týkající se zejména jeho charakteru, načež mu navrhne uzavřít jistý druh smlouvy. Po jejím podepsání se znovu setkávají v jejím sídle, kam byl on přivezen se zavázanýma očima, aby nepoznal ono místo. Lenka Rosetti zůstává ukryta za svou maskou i během osudové noci, jež má své následky: později dává svému milenci na vědomí, že s ním čeká dceru, ale nemá v úmyslu s ním žít. Když se s ním později náhodně setká u hraběte Alberta s jako těžce zraněným vojákem, dlouho váhá, zda mu má svěřit své tajemství, protože jí činí sebestředné potěšení pozorovat Leona z Costy, který si není vědom, že jeho ošetřovatelka je totožná s jeho milenkou, a brání se lásce k ošetřovatelce, aby si uchoval lásku ke své lásce. Nakonec baronka Rossetti, pronásledovaná žárlivostí sama na sebe, rozkryje Leonovi své jednání, omluví se mu i s ohledem na jejich dceru a nabídne mu sňatek. 

## Literární námět
Rukopis knižní novely s původním názvem Imprudence et bonheur (česky Nerozum a štěstí) byl v roce 1911 zásluhou vévody Maurice de Talleyrand Périgord de Dino poprvé publikován. Později byla tato novela zveřejňována pod názvem  L'Amour masqué, (česky Maskovaná milenka).  Česky vyšla Maskovaná milenka poprvé v roce 1911.
Když se francouzský spisovatel Honoré de Balzac seznámil s vévodkyní de Dino, rozenou princeznou kuronskou, sestrou Vilhelminy Zaháňské a poslední vévodkyní Zaháňskou, věnoval jí velkou pozornost, zatímco on sám se vévodkyni sympatický nejevil. Později ji jako důkaz své úcty údajně věnoval rukopis Maskované milenky, krásně vázaný umělcem Lesortem. Novela, jejíž hlavní hrdinové se jmenují Elinor de Roselis a Leon de Préval, byla odvážným darem, protože se velmi volně inspiruje životními příběhy vévodkyně de Dino, je vůči jejímu jednání velmi kritická a doporučuje z etických důvodů zcela jiné řešení, než pro jaké se nakonec skutečná vévodkyně rozhodla. Rukopis, jehož literární kvality vzbuzují nejistotu, zda skutečně může jít o Balzacovo dílo, se uchovával jako velká vzácnost v rodinné knihovně vévodů de Dino půl století.  Zveřejněn byl více než 60 let po autorově smrti.

## Obsazení
| Lída Baarová       | baronka Lenka Rossetti          |
| Gustav Nezval      | Leon                            |
| Jana Konůpková     | Leonka                          |
| Eman Fiala         | Artur, maskovaný muž na plese   |
| Božena Šustrová    | komorná                         |
| Milada Horutová    | dáma ze společnosti             |
| Ladislav Pešek     | sluha Ferdinand                 |
| Jiřina Steimarová  | Emilie, maskovaná žena na plese |
| Karel Dostal       | lékař                           |
| Jiřina Šejbalová   | hraběnka Evženie                |
| Jiří Steimar       | hrabě Albert                    |
| Karel Hradilák     | pán z Lenty                     |
| Tatiana Vajdová    | Anna Kutinová                   |
| František Velecký  | starý Kutina                    |
| Viera Pavlíková    | stará Kutinová                  |
| Darja Hajská       | chůva                           |
| Miloš Šubrt        | drožkář                         |
| Josef Bělský       | soudce                          |
| Rudolf Deyl starší | generál                         |
| Anna Steimarová    | stará dáma                      |
| Jiří Fiala         | dirigent                        |
| Jan Černý          | komorník                        |
| Jiřina Hladíková   | žena v divadelní lóži           |

## Tvůrci
- Námět: Honoré de Balzac novela Maskovaná milenka
- Scénář: Otakar Vávra
- Hudba: Jiří Srnka
- Zvuk: František Šindelář
- Kamera: Ferdinand Pečenka
- Střih: Jan Kohout
- Režie: Otakar Vávra
- Výtvarník: Prokop Pěkný
- Další údaje: černobílý, 83 min., drama